# Institute of Museum and Library Services
L'Institute of Museum and Library Services (IMLS) è un'agenzia indipendente del governo federale degli Stati Uniti fondata nel 1996. È la principale fonte di sostegno federale per biblioteche e musei all'interno degli Stati Uniti, con la missione di "creare biblioteche e musei forti che colleghino le persone con informazioni e idee".
L'IMLS lavora a livello nazionale e in coordinamento con le organizzazioni statali e locali per sostenere il patrimonio, la cultura e la conoscenza, promuovere l'apprendimento e l'innovazione e sostenere lo sviluppo professionale.
La visione è "una società democratica in cui le comunità e gli individui prosperano con un ampio accesso del pubblico alla conoscenza, al patrimonio culturale e all' apprendimento permanente".
Nell'anno fiscale 2015, IMLS aveva un budget di 228 milioni di dollari.
Oltre a questi ruoli, l'IMLS assegna annualmente la Medaglia Nazionale per il Servizio dei Musei e delle Biblioteche, il premio più alto assegnato per il servizio comunitario da parte di biblioteche e musei.

## Storia
L'IMLS è stata istituita dal Museum and Library Services Act (MLSA) del 30 settembre 1996, che comprende il e il Museum Services Act. Questa legge è stata riautorizzata nel 2003 e di nuovo nel 2010. La legge combinava l'Istituto dei servizi museali, che esisteva dal 1976, e l'Ufficio programmi bibliotecari, che dal 1956 faceva parte del Dipartimento dell'Educazione. I legislatori di allora videro "grande potenziale in un Istituto che si concentrava sui ruoli combinati che biblioteche e musei giocano nella nostra vita comunitaria".
L'MLSA autorizzò l'Institute of Museum and Library Services a promuovere il miglioramento dei servizi bibliotecari, a facilitare l'accesso alle risorse nelle biblioteche, a incoraggiare la condivisione delle risorse tra le biblioteche, a sostenere i musei nell'adempimento dei loro ruoli educativi e di servizio pubblico, a incoraggiare la leadership e l'innovazione per migliorare i servizi museali, ad assistere i musei nella conservazione del patrimonio culturale americano, a sostenere i musei nel raggiungimento dei più elevati standard di gestione e a sostenere la condivisione delle risorse tra musei, biblioteche e altre organizzazioni.
L'MLSA autorizza inoltre l'IMLS a svolgere e pubblicare analisi sull impatto dei servizi museali e bibliotecari.
Nell'aprile 2014, il rappresentante Paul Ryan ha raccomandato che il governo federale non finanziasse la MLSA e "trasferisse le responsabilità dell'agenzia federale al settore privato nella sua risoluzione sul bilancio per l'esercizio finanziario 2015".

## Direttori dell'Istituto
Ecco i direttori dell'Istituto dei servizi museali e bibliotecari:
- Diane Frankel (1996). Prima di dirigere l'agenzia attraverso il suo passaggio alla biblioteca federale e ai programmi museali, Frankel ha ricoperto il ruolo di direttore dell'Istituto dei servizi museali.
- Robert S. Martin (2001). Prima dell'incarico alla IMLS, Martin è stato professore e direttore ad interim della School of Library and Information Studies presso la Texas Woman's University. È stato anche direttore e bibliotecario della CoTexas State Library and Archives Commission.
- Anne-Imelda Radice (2006). In precedenza ha ricoperto il ruolo di capo di stato maggiore del Dipartimento dell'Istruzione degli Stati Uniti e di curatrice presso l'Office of the Architect of the Capitol. Ha conseguito una laurea triennale presso il Wheaton College di Norton, Massachusetts; un master presso Villa Schifanoia di Firenze; un secondo master presso l'Università Americana di Washington, D. C.; e un dottorato di ricerca presso l'Università del North Carolina di Chapel Hill.
- Susan H. Hildreth (2011). Iniziò la sua carriera come bibliotecaria alla Edison Township Library nel New Jersey, dove è stata presidente della Public Library Association. È stata anche bibliotecaria della città di Seattle e bibliotecaria statale della California. Inoltre, Hildreth è stata vice direttrice della Biblioteca pubblica di San Francisco.
- Kathryn K. Matthew (2015). Studiosa con 30 anni di carriera museale, Matthew ha esperienza nella preservazione e gestione delle collezioni e ha ricoperto ruoli di ricerca presso l'Accademia di Scienze Naturali di Philadelphia e il Cranbrook Institute of Science. La sua esperienza comprende la raccolta di fondi e ruoli di marketing presso il Museo di Storia Naturale di Santa Barbara, il Museo di Storia Naturale della Virginia, The Nature Conservancy, la Historic Charleston Foundation, e il Museo per bambini di Indianapolis. È stata anche direttrice esecutiva del Museo di Storia Naturale e Scienza del Nuovo Messico.